# Cryptus rubiginosus
Cryptus rubiginosus är en stekelart som beskrevs av Tosquinet 1896. Cryptus rubiginosus ingår i släktet Cryptus och familjen brokparasitsteklar. Inga underarter finns listade i Catalogue of Life.